# Wilde (Argentina)
Wilde è un comune dell'Argentina, situato nella provincia di Buenos Aires.